# Mausoleum Records
Mausoleum Records war ein belgisches Musiklabel, dessen Schwerpunkte vor allem in den Bereichen Heavy Metal, NWOBHM und Thrash Metal lagen. Geografisch waren die meisten Bands in Mitteleuropa oder Nordamerika angesiedelt. Eine der wenigen Ausnahmen ist Necromancia aus Brasilien.

## Geschichte
Das Label wurde 1982 von Alfie Falckenbach gegründet, ging 1986 bankrott und wurde 1990 wiedergegründet. Als Mitte der 1990er Jahre seitens des Majorlabels BMG ein US-Vertriebsdeal für Veröffentlichungen des belgischen Labels unterzeichnet wurde, nannte das US-Branchenmagazin Billboard Mausoleum Records „eines der führenden europäischen Hard-Rock-Labels“. Später wurde es ein Sublabel der Music Avenue Group.
Im Juli 2013 war das Konto, welches den Zugriff auf die Domain mausoleum-records.com hatte, erstmals suspendiert, Anfang 2017 stand die Domain dann endgültig zum Verkauf. Im März 2016 wurde bekannt, dass Label-Gründer Falckenbach gestorben war.

## Veröffentlichungen (Auswahl)

### Alben
- Adam Bomb – New York Times (2002)
- After All – Mercury Rising (2003)
- Anvil – Worth the Weight (MC, 1991)
- Atlain – Living in the Dark (1984)
- Axe Victims – Another Victim (1984)
- Blacklace – Get It While It’s Hot (1985)
- Courageous – Inertia (2004)
- Crossfire – See You in Hell  (1983)
- Custard – Wheels of Time (2005)
- Cutty Sark – Die Tonight (1984)
- Darxon – Shout! (1992)
- Donor – Triangle of the Lost (1992)
- Faithful Breath – Gold’n’Glory (1984)
- Hawkwind – Utopia 1984 (1985)
- Hirax – New Age of Terror (2004)
- Hyades – The Roots of Trash (2009)
- Joey Belladonna – Belladonna (1985)
- Imagika – Devils on Both Sides (2005)
- Killer – Ready for Hell (Wiederveröffentlichung, 1983)
- Killer – Wall of Sound (Wiederveröffentlichung, 1983)
- Killer – Shock Waves (1984)
- Killer – Fatal Attraction (1990)
- Killer – Broken Silence (2003)
- Killer – Immortal (2005)
- Killer – Monsters of Rock (2015)
- Limelight – Ashes to Ashes (Wiederveröffentlichung, 1984)
- Lions Breed – Damn the Night (1985)
- Max Pie – Eight Pieces (2013)
- Maggie’s Madness – On Fire (1983)
- M-Pire of Evil – Crucified (2013)
- Necromancia – Check Mate (2004)
- Omen – Eternal Black Dawn (2003)
- Runamok – Freak Business (2007)
- StormHammer – Lord of Darkness (2004)
- Warlock – Burning the Witches (1984)
- Witchfynde – Cloak and Dagger (1983)

### Sonstige
- Acid – Metal Prisoners (Split mit Chinawite, Seducer und Factory, 1983)
- Andralls – Noisethrash Alive (Livealbum, 2006)
- Angel Witch – Angel of Death: Live at the East Anglia Rock Festival (Livealbum, 2006)
- Dirty Rotten Imbeciles – D.R.I. Thrashkore Retrospektif (Kompilation, 2005)
- Flotsam and Jetsam – Live in Phoenix (Livealbum, 2005)
- GMT – One by One (EP, 1986)
- Herman Rarebell – Your Love Is Hurting (Single, 2009)
- Legen Beltza – Fucking Dawn of the Dead (Single, 2008)
- Warlock – Without You / Burning the Witches (7″-Single, 1983)